# Courtney Jines
Courtney Elizabeth Jines (Fairfax, 4 de maio de 1992) é uma atriz estadunidense.

## Vida e carreira
Courtney nasceu em Fairfax, Virgínia. Ela é uma "atriz vitalícia" que vem atuando profissionalmente desde os 6 anos de idade. Fez sua primeira aparição na televisão em 2000, no "Derby Demolition" episódio da série televisiva Third Watch como Lisa Hagonon. Seu primeiro papel no cinema foi como Harriet Deal em Drop Back Ten (2000) e Hannah Miller em Law & Order: Special Victims Unit no episódio "Pixies", em 2001. Ela interpretou Delilah em Gaudi Afternoon (2001) e Jessica Trent no episódio de CSI: Crime Scene Investigation chamado "Cats in the Cradle", em 2002. Ainda em 2002, ela interpretou Julie Morgan em Anna's Dream. Em 2003, interpretou Kristen Farrell na série de televisão That Was Then, e Rachel no episódio de ER, "A Saint in the city." Ela estava em Red Betsy como Jane Rounds, e interpretou Demetra em Spy Kids 3-D: Game Over, época em que o então longo e loiro cabelo de Courtney foi cortado e tingido de castanho, ela deixou-o assim desde então. Spy Kids 3 é também o papel mais famoso de Courtney. Em 2004, a atriz estrelou em Jack and Bobby como Deena Greenberg no episódio "Today I Am a Man." Em 2005, ela estrelou como Bridget Byrne em Silver Bells e Amanda Wilkinson em Because of Winn-Dixie. Courtney mostrou seu talento para a comédia atuando em seu papel recorrente de Heidi, em The War at Home.

## Filmografia

### Televisão
| Ano  | Série                             | Personagem           | Episódios            |
| ---- | --------------------------------- | -------------------- | -------------------- |
| 2000 | Third Watch                       | Lisa Hagonon         | "Demolition Derby"   |
| 2001 | Law & Order: Special Victims Unit | Hannah Miller        | "Pixies"             |
| 2002 | CSI: Crime Scene Investigation    | Jessica Rachel Trent | "Cats in the Cradle" |
| 2002 | That Was Then                     | Kristen Farrell      | Episódio #1.6        |
| 2003 | ER                                | Rachel               | A Saint in the City" |
| 2004 | Jack and Bobby                    | Deena Greenberg      | "Today I Am a Man"   |
| 2006 | The War at Home                   | Heidi                | 4 episódios          |

### Filmes
| Ano  | Filme                   | Personagem             |
| ---- | ----------------------- | ---------------------- |
| 2000 | Drop Back Ten           | Harriet Deal           |
| 2001 | Gaudi Afternoon         | Delilah                |
| 2002 | Anna's Dream            | Julie Morgan           |
| 2003 | Red Betsy               | Jane Rounds            |
| 2003 | Spy Kids 3-D: Game Over | Demetra / The Deceiver |
| 2005 | Because of Winn-Dixie   | Amanda Wilkinson       |
| 2005 | Silver Bells            | Bridget Bryne          |